# KV KIOS
KV KIOS is een korfbalclub in Nieuw-Vennep, Noord-Holland, die sinds 1954 actief is. KV KIOS is samen met KV Badhoevedorp de enige korfbalclub in de Haarlemmermeer.
Van de 19 teams die KIOS heeft zijn er 4 senioren teams: hier een tabel met de senioren-selectie. KIOS 1 speelt zowel in de veldcompetitie als in de zaalcompetitie in de landelijke 1e klasse.

## Accommodatie algemeen
- Het veld wordt gebruikt van 13 maart t/m 1 november
- De zaal wordt gebruikt van 2 november t/m 12 maart

### Sportveld KIOS
Sportveld KIOS is de enige accommodatie voor veld-korfbal bij KIOS, het complex bestaat uit:
- Twee kunstgrasvelden met hekken en verlichting
- Een clubhuis met kantine en kleedkamers
- Zitplaatsen en staanplaatsen rondom het veld

Sportveld KIOS ligt op Eugénie Previnaireweg 100 in Nieuw-Vennep

### Accommodaties zaal
KIOS gebruikt 3 accommodaties voor in het zaalseizoen:

#### Breedenborgh
Het Breedenborgh-complex bestaat uit:
- 1 kleedkamer
- 1 zaal
- In de Breedenborgh wordt alleen getraind.

#### Sandestein
Het Sandestein-sportcomplex bestaat uit:
- 6 kleedkamers
- 2 hallen met 4 kleine velden
- In het Sandestein wordt alleen getraind

De sportzaal Sandestein ligt Sandestein 40 in Nieuw-Vennep

#### Estafette
De faciliteiten van de Estafette zijn:
- 6 kleedkamers
- 1 grote sporthal
- tribune's voor circa 600 mensen

De sporthal De Estafette ligt op Helsinkilaan 1 in Nieuw-Vennep